# Camilo (Sänger)/Diskografie
Diese Diskografie ist eine Übersicht über die musikalischen Werke des kolumbianischen Sängers Camilo. Den Schallplattenauszeichnungen zufolge hat er bisher mehr als 19 Millionen Tonträger verkauft, davon alleine in seiner Heimat über 20.000. Seine erfolgreichste Veröffentlichung ist die Single Tutu mit über 1,8 Millionen verkauften Einheiten.

## Studioalben
| Jahr | Titel Musiklabel                            | Höchstplatzierung, Gesamtwochen, AuszeichnungChartplatzierungen (Jahr, Titel, Musiklabel, Platzierungen, Wochen, Auszeichnungen, Anmerkungen) | Höchstplatzierung, Gesamtwochen, AuszeichnungChartplatzierungen (Jahr, Titel, Musiklabel, Platzierungen, Wochen, Auszeichnungen, Anmerkungen) | Höchstplatzierung, Gesamtwochen, AuszeichnungChartplatzierungen (Jahr, Titel, Musiklabel, Platzierungen, Wochen, Auszeichnungen, Anmerkungen) | Anmerkungen                                                 |
| Jahr | Titel Musiklabel                            | ES | US | Latin | Anmerkungen                                                 |
| ---- | ------------------------------------------- | --- | --- | --- | ----------------------------------------------------------- |
| 2007 | Regálame tu corazón Canal RCN               | — | — | — | Erstveröffentlichung: 12. Dezember 2007                     |
| 2010 | Tráfico de sentimientos Sony Music Colombia | — | — | — | Erstveröffentlichung: 26. Oktober 2010                      |
| 2020 | Por primera vez Sony Music US Latin         | ES5 Gold · (135 Wo.)ES | — | Latin5 ×5Fünffachplatin · (53 Wo.)Latin | Erstveröffentlichung: 17. April 2020 Verkäufe: + 940.000    |
| 2021 | Mis manos Sony Music US Latin               | ES2 ×2Doppelplatin · (143 Wo.)ES | US173 (1 Wo.)US | Latin5 ×5Fünffachplatin · (49 Wo.)Latin | Erstveröffentlichung: 4. März 2021 Verkäufe: + 610.000      |
| 2022 | De adentro pa afuera Sony Music US Latin    | ES4 Gold · (70 Wo.)ES | — | Latin28 ×2Doppelplatin · (6 Wo.)Latin | Erstveröffentlichung: 6. September 2022 Verkäufe: + 210.000 |
| 2024 | Cuatro Sony Music US Latin                  | ES15 (23 Wo.)ES | — | Latin— GoldLatin | Erstveröffentlichung: 23. Mai 2024 Verkäufe: + 30.000       |

## Singles

### Als Leadmusiker
| Jahr | Titel Album                     | Höchstplatzierung, Gesamtwochen, AuszeichnungChartplatzierungen (Jahr, Titel, Album, Platzierungen, Wochen, Auszeichnungen, Anmerkungen) | Höchstplatzierung, Gesamtwochen, AuszeichnungChartplatzierungen (Jahr, Titel, Album, Platzierungen, Wochen, Auszeichnungen, Anmerkungen) | Höchstplatzierung, Gesamtwochen, AuszeichnungChartplatzierungen (Jahr, Titel, Album, Platzierungen, Wochen, Auszeichnungen, Anmerkungen) | Anmerkungen                                                                         |
| Jahr | Titel Album                     | ES | Latin | CO | Anmerkungen                                                                         |
| --- | ------------------------------- | --- | --- | --- | ----------------------------------------------------------------------------------- |
| 2019 | No te vayas Por primera vez     | ES— GoldES | Latin— PlatinLatin | CO20 (1 Wo.)CO | Erstveröffentlichung: 29. März 2019 Verkäufe: + 300.000                             |
| 2019 | Tutu Por primera vez            | ES8 ×3Dreifachplatin · (29 Wo.)ES | Latin16 Diamant · (20 Wo.)Latin | CO2 (22 Wo.)CO | Erstveröffentlichung: 9. August 2019 Verkäufe: + 1.888.000; mit Pedro Capó          |
| 2019 | Tutu (Remix) –                  | ES98 Gold · (1 Wo.)ES | — | — | Erstveröffentlichung: 15. Oktober 2019 Verkäufe: + 30.000; mit Shakira & Pedro Capó |
| 2019 | La difícil Por primera vez      | ES— GoldES | — | — | Erstveröffentlichung: 20. Dezember 2019 Verkäufe: + 120.000                         |
| 2020 | Si me dices que sí –            | ES85 ×2Doppelplatin · (19 Wo.)ES | Latin14 Platin · (20 Wo.)Latin | — | Erstveröffentlichung: 18. Februar 2020 Verkäufe: + 710.000; Reik, Farruko & Camilo  |
| 2020 | Por primera vez                 | ES— PlatinES | Latin— ×4VierfachplatinLatin | CO12 (2 Wo.)CO | Erstveröffentlichung: 9. März 2020 Verkäufe: + 1.010.000; mit Evaluna               |
| 2020 | Favorito Por primera vez        | ES4 ×4Vierfachplatin · (59 Wo.)ES | Latin25 ×3Dreifachplatin · (20 Wo.)Latin                                                                                                 | CO2 (25 Wo.)CO | Erstveröffentlichung: 26. März 2020 Verkäufe: + 840.000                             |
| 2020 | El mismo aire –                 | ES28 ×3Dreifachplatin · (37 Wo.)ES | Latin— ×4VierfachplatinLatin | CO19 (5 Wo.)CO | Erstveröffentlichung: 12. Juni 2020 Verkäufe: + 900.000; mit Pablo Alborán          |
| 2020 | Vida de rico Mis manos          | ES7 ×7Siebenfachplatin · (79 Wo.)ES | Latin8 ×8Achtfachplatin · (26 Wo.)Latin                                                                                                  | CO2 Platin · (19 Wo.)CO | Erstveröffentlichung: 21. September 2020 Verkäufe: + 1.530.000                      |
| 2020 | 5 pa las 12 Mis manos           | — | — | — | Erstveröffentlichung: 18. November 2020                                             |
| 2020 | Bebé Mis manos                  | ES9 ×4Vierfachplatin · (40 Wo.)ES | Latin22 ×5Fünffachplatin · (20 Wo.)Latin                                                                                                 | CO14 (8 Wo.)CO | Erstveröffentlichung: 27. November 2020 Verkäufe: + 810.000; mit El Alfa            |
| 2021 | Ropa cara Mis manos             | ES23 Platin · (12 Wo.)ES | Latin21 ×3Dreifachplatin · (14 Wo.)Latin                                                                                                 | CO10 (4 Wo.)CO | Erstveröffentlichung: 18. Januar 2021 Verkäufe: + 520.000                           |
| 2021 | Machu Picchu Mis manos          | ES10 ×2Doppelplatin · (20 Wo.)ES | Latin31 ×2Doppelplatin · (1 Wo.)Latin | CO6 (6 Wo.)CO | Erstveröffentlichung: 1. März 2021 Verkäufe: + 450.000; mit Evaluna                 |
| 2021 | Millones Mis manos              | ES41 ×2Doppelplatin · (36 Wo.)ES | Latin26 Platin · (14 Wo.)Latin | — | Erstveröffentlichung: 6. April 2021 Verkäufe: + 280.000                             |
| 2021 | Bebé (Remix) –                  | — | — | — | Erstveröffentlichung: 31. Mai 2021 Verkäufe: + 20.000; mit Gusttavo Lima            |
| 2021 | Kesi (Remix) –                  | ES46 Platin · (25 Wo.)ES | Latin22 ×2Doppelplatin · (18 Wo.)Latin                                                                                                   | — | Erstveröffentlichung: 14. Juli 2021 Verkäufe: + 310.000; feat. Shawn Mendes         |
| 2021 | 999 –                           | — | Latin25 (1 Wo.)Latin | — | Erstveröffentlichung: 26. August 2021 mit Selena Gomez                              |
| 2021 | Índigo De adentro pa afuera     | ES6 ×2Doppelplatin · (27 Wo.)ES | Latin21 ×3Dreifachplatin · (18 Wo.)Latin                                                                                                 | CO3 (5 Wo.)CO | Erstveröffentlichung: 13. Oktober 2021 Verkäufe: + 650.000; mit Evaluna             |
| 2021 | Pesadilla De adentro pa afuera  | ES85 Gold · (4 Wo.)ES | Latin— PlatinLatin | — | Erstveröffentlichung: 14. Dezember 2021 Verkäufe: + 90.000                          |
| 2022 | Pegao De adentro pa afuera      | ES22 ×2Doppelplatin · (28 Wo.)ES | Latin— PlatinLatin | — | Erstveröffentlichung: 19. Mai 2022 Verkäufe: + 250.000                              |
| 2022 | Nasa De adentro pa afuera       | ES57 Gold · (2 Wo.)ES | — | — | Erstveröffentlichung: 16. Juni 2022 Verkäufe: + 30.000; feat. Alejandro Sanz        |
| 2022 | Alaska De adentro pa afuera     | — | Latin24 Platin · (10 Wo.)Latin | — | Erstveröffentlichung: 18. August 2022 Verkäufe: + 200.000; mit Grupo Firme          |
| 2024 | Plis Cuatro                     | ES84 Gold · (3 Wo.)ES | Latin— PlatinLatin | — | Erstveröffentlichung: 6. Februar 2024 Verkäufe: + 125.000; feat. Evaluna Montaner   |
| 2024 | Una vida pasada Cuatro          | ES61 Platin · (13 Wo.)ES | Latin50 ×3Dreifachplatin · (1 Wo.)Latin                                                                                                  | — | Erstveröffentlichung: 2. April 2024 Verkäufe: + 520.000; mit Carín León             |
| 2024 | Navidad en cada esquina –       | — | Latin24 (1 Wo.)Latin | — | Erstveröffentlichung: 12. November 2024                                             |
| 2025 | Querida yo –                    | ES61 (3 Wo.)ES | — | — | Erstveröffentlichung: 16. Januar 2025 mit Yami Safdie                               |
| 2025 | Me toca a mi –                  | — | Latin42 (1 Wo.)Latin | — | Erstveröffentlichung: 28. März 2025 mit Morat                                       |
| Folgende Lieder erschienen nicht als Single, wurden aber durch das Album zum Download und Streaming bereitgestellt und konnten somit eine Platzierung erlangen: |                                 | | | |                                                                                     |
| |                                 | | | |                                                                                     |
| 2020 | El mismo aire Por primera vez   | — | — | CO9 (1 Wo.)CO |                                                                                     |
| 2021 | Kesi Mis manos                  | ES22 ×2Doppelplatin · (29 Wo.)ES | Latin— PlatinLatin | — | Videoauskopplung: 5. März 2021 Verkäufe: + 500.000                                  |
| 2021 | Tuyo y mio Mis manos            | — | Latin39 (1 Wo.)Latin | — | mit Los Dos Carnales Verkäufe: + 140.000                                            |
| 2022 | Aeropuerto De adentro pa afuera | ES91 Gold · (1 Wo.)ES | Latin— GoldLatin | — | Verkäufe: + 60.000                                                                  |

### Als Gastmusiker
| Jahr | Titel Album                                | Höchstplatzierung, Gesamtwochen, AuszeichnungChartplatzierungen (Jahr, Titel, Album, Platzierungen, Wochen, Auszeichnungen, Anmerkungen) | Höchstplatzierung, Gesamtwochen, AuszeichnungChartplatzierungen (Jahr, Titel, Album, Platzierungen, Wochen, Auszeichnungen, Anmerkungen) | Höchstplatzierung, Gesamtwochen, AuszeichnungChartplatzierungen (Jahr, Titel, Album, Platzierungen, Wochen, Auszeichnungen, Anmerkungen) | Anmerkungen |
| Jahr | Titel Album                                | ES | Latin | CO | Anmerkungen |
| --- | ------------------------------------------ | --- | --- | --- | --- |
| 2018 | Desconocidos Para Aventuras y Curiosidades | ES25 ×3Dreifachplatin · (26 Wo.)ES | Latin31 Diamant + Platin · (17 Wo.)Latin                                                                                                 | CO2 (36 Wo.)CO | Erstveröffentlichung: 12. Oktober 2018 Verkäufe: + 1.810.000; Mau y Ricky feat. Manuel Turizo & Camilo               |
| 2019 | La boca Para aventuras y curiosidades      | ES51 Platin · (9 Wo.)ES | Latin— ×6SechsfachplatinLatin | CO6 (28 Wo.)CO | Erstveröffentlichung: 11. Februar 2019 Verkäufe: + 950.000; Mau y Ricky feat. Camilo                                 |
| 2019 | La boca (Remix) –                          | ES68 Platin · (6 Wo.)ES | — | — | Erstveröffentlichung: 16. Juli 2019 Verkäufe: + 60.000; Mau y Ricky feat. Camilo & Lunay                             |
| 2019 | Primer avión Tres                          | — | — | — | Erstveröffentlichung: 25. Oktober 2019 Verkäufe: + 210.000; Matisse feat. Camilo                                     |
| 2019 | Boomshakalaka –                            | ES— GoldES | — | — | Erstveröffentlichung: 29. November 2019 Dimitri Vegas & Like Mike, Afro Bros & Sebastián Yatra feat. Camilo & Emilia |
| 2020 | Color Esperanza 2020 –                     | ES— PlatinES | — | — | Erstveröffentlichung: 18. Mai 2020 Verkäufe: + 330.000; Various Artists, Benefizsingle                               |
| 2020 | Tattoo (Remix) –                           | ES2 ×5Fünffachplatin · (64 Wo.)ES | Latin7 (22 Wo.)Latin | CO2 (18 Wo.)CO | Erstveröffentlichung: 9. Juli 2020 Verkäufe: + 840.000; Rauw Alejandro feat. Camilo                                  |
| 2020 | Despeinada Enoc                            | ES2 ×4Vierfachplatin · (39 Wo.)ES | Latin11 (26 Wo.)Latin | CO3 (21 Wo.)CO | Erstveröffentlichung: 3. September 2020 Verkäufe: + 600.000; Ozuna feat. Camilo                                      |
| 2020 | Avioncito de papel Lo que me dé la gana    | ES64 Gold · (2 Wo.)ES | — | — | Erstveröffentlichung: 16. Oktober 2020 Verkäufe: + 30.000; Dani Martín feat. Camilo                                  |
| 2020 | Amén Fe                                    | — | — | — | Erstveröffentlichung: 23. Dezember 2020 Ricardo Montaner feat. Mau y Ricky, Camilo & Evaluna                         |
| 2022 | Buenos dias Multimillo, Vol.1              | ES32 Platin · (9 Wo.)ES | Latin47 (2 Wo.)Latin | — | Erstveröffentlichung: 14. Januar 2022 Verkäufe: + 130.000; Wisin & Los Legendarios feat. Camilo                      |
| 2022 | Baloncito Viejo Cumbiana II                | ES— GoldES | Latin41 Platin · (3 Wo.)Latin | — | Erstveröffentlichung: 2. März 2022 Verkäufe: + 90.000; Carlos Vives feat. Camilo                                     |
| 2023 | Salitre Pueblo Salvaje II                  | ES29 ×2Doppelplatin · (35 Wo.)ES | — | — | Erstveröffentlichung: 10. November 2023 Verkäufe: + 120.000; Manuel Carrasco feat. Camilo                            |
| Folgende Lieder erschienen nicht als Single, wurden aber durch das Album zum Download und Streaming bereitgestellt und konnten somit eine Platzierung erlangen: |                                            | | | | |
| |                                            | | | | |
| 2021 | Contigo voy a muerte KG0516                | ES100 Platin · (1 Wo.)ES | Latin— PlatinLatin | — | Charteinstieg: 6. Juni 2021 Verkäufe: + 190.000; Karol G feat. Camilo                                                |

## Statistik

### Chartauswertung
|                     | ES    | US    | Latin       |
| ------------------- | ----- | ----- | ----------- |
| Nummer-eins-Alben   | ES—ES | US—US | Latin—Latin |
| Top-10-Alben        | ES3ES | US—US | Latin2Latin |
| Alben in den Charts | ES3ES | US1US | Latin3Latin |

|                       | ES     | Latin        | CO     |
| --------------------- | ------ | ------------ | ------ |
| Nummer-eins-Singles   | ES—ES  | Latin—Latin  | CO—CO  |
| Top-10-Singles        | ES8ES  | Latin2Latin  | CO10CO |
| Singles in den Charts | ES29ES | Latin22Latin | CO15CO |

### Auszeichnungen für Musikverkäufe
| Goldene Schallplatte - Brasilien - 2021: für die Single La boca - 2022: für die Single Vida de rico - 2022: für die Single Bebé (Remix) - 2024: für das Album Mis manos - 2024: für das Album Por primera vez - 2024: für die Single Favorito - Chile - 2023: für die Single Por primera vez - 2023: für die Single Kesi (Remix) - Ecuador - 2019: für die Single Tutu - Kanada - 2023: für die Single Kesi (Remix) - Mexiko - 2022: für die Single Contigo voy a muerte - 2022: für die Single Buenos dias - 2023: für das Album De adentro pa afuera - 2023: für die Single Pegao - 2024: für die Single Una vida pasada - 2024: für das Album Por primera vez - 2025: für die Single Desconocidos - Portugal - 2022: für die Single Tutu - Spanien - 2024: für das Lied Bebiendo Sola - 2024: für das Lied En guerra - 2024: für das Lied Ambulancia - 2025: für das Lied Ni me debes ni te debo - 2025: für das Lied Mareado - Vereinigte Staaten - 2024: für das Lied No se vale (Latin) - 2024: für das Lied Gordo (Latin) - Zentralamerika - 2022: für das Lied Titanic - 2025: für die Single Plis | Platin-Schallplatte - Brasilien - 2023: für die Single Tattoo (Remix) - 2024: für das Lied Kesi - 2024: für die Single Desconocidos - Chile - 2023: für die Single Tutu - 2023: für die Single Vida de rico - Mexiko - 2022: für das Lied Titanic - 2023: für die Single Millones - 2023: für die Single Alaska - 2024: für das Lied Tuyo y mio - Spanien - 2024: für das Lied La mitad - 2025: für das Lied Manos de Tijera 3× Goldene Schallplatte - Mexiko - 2020: für die Single La difícil - 2023: für das Album Mis manos - 2024: für die Single Machu Picchu - 2024: für das Lied La mitad - 2024: für die Single Si me dices que sí 2× Platin-Schallplatte - Brasilien - 2024: für die Single Bebé - Mexiko - 2023: für die Single Ropa cara - 2024: für die Single Kesi - Zentralamerika - 2022: für die Single Si me dices que sí 5× Goldene Schallplatte - Mexiko - 2021: für die Single Despeinada - 2024: für die Single Índigo - 2024: für die Single Bebé | 3× Platin-Schallplatte - Brasilien - 2024: für die Single Tutu - Mexiko - 2024: für die Single Favorito - 2025: für die Single Tutu - Zentralamerika - 2023: für die Single Despeinada - 2025: für die Single Una vida pasada 7× Goldene Schallplatte - Mexiko - 2022: für die Single La boca - 2023: für die Single Primer avión - 2024: für die Single No te vayas 4× Platin-Schallplatte - Mexiko - 2024: für das Lied El mismo aire 9× Goldene Schallplatte - Mexiko - 2024: für die Single Por primera vez - 2024: für die Single Color Esperanza 2020 Diamantene Schallplatte - Mexiko - 2022: für die Single La boca - 2024: für die Single Favorito - 2024: für die Single El mismo aire - 2024: für das Album Por primera vez - 2024: für die Single Si me dices que sí 2× Diamantene Schallplatte - Mexiko - 2024: für das Lied La mitad - 2025: für die Single Vida de rico - 2025: für die Single Tutu - 2025: für die Single Tattoo (Remix) 3× Diamantene Schallplatte - Mexiko - 2025: für die Single Desconocidos |

Anmerkung: Auszeichnungen in Ländern aus den Charttabellen bzw. Chartboxen sind in ebendiesen zu finden.
| Land/RegionAuszeichnungen für Musikverkäufe (Land/Region, Auszeichnungen, Verkäufe, Quellen) | Gold       | Platin         | Diamant       | Verkäufe  | Quellen             |
| -------------------------------------------------------------------------------------------- | ---------- | -------------- | ------------- | --------- | ------------------- |
| Brasilien (PMB)                                                                              | 6× Gold6   | 8× Platin8     | —             | 440.000   | pro-musicabr.org.br |
| Chile (IFPI)                                                                                 | 2× Gold2   | 2× Platin2     | —             | 580.000   | profovi.cl          |
| Ecuador (SOPROFON)                                                                           | Gold1      | —              | —             | 3.000     | Einzelnachweise     |
| Kanada (MC)                                                                                  | Gold1      | —              | —             | 40.000    | musiccanada.com     |
| Kolumbien (ASINCOL)                                                                          | —          | Platin1        | —             | 20.000    | Einzelnachweise     |
| Mexiko (AMPROFON)                                                                            | 20× Gold20 | 46× Platin46   | 16× Diamant16 | 9.520.000 | amprofon.com.mx     |
| Portugal (AFP)                                                                               | Gold1      | —              | —             | 5.000     | Einzelnachweise     |
| Spanien (Promusicae)                                                                         | 17× Gold17 | 60× Platin60   | —             | 3.970.000 | elportaldemusica.es |
| Vereinigte Staaten (RIAA)                                                                    | 3× Gold3   | 65× Platin65   | 2× Diamant2   | 5.190.000 | riaa.com            |
| Zentralamerika (CFC)                                                                         | 2× Gold2   | 8× Platin8     | —             | 630.000   | cfc-musica.com      |
| Insgesamt                                                                                    | 53× Gold53 | 190× Platin190 | 18× Diamant18 |           |                     |